# Živojin Zirojević
Živojin Zirojević - Vojin (Livno, 11. ožujka 1901. — Mrčaj, kraj Knina, travanj 1942.) bio je sudionik Narodnooslobodilačke borbe i narodni heroj Jugoslavije.

## Životopis
Rođen je 11. ožujka 1901. godine u Livnu. Potječe iz siromašne radničke obitelji. Osnovnu školu i dva razreda Niže trgovačke škole je završio u Livnu, a knjigovezački zanat je izučio u Splitu, gdje je kasnije počeo raditi kao knjigovezac.
Zbog optužbi da je iznosio papir i drugi materijal iz poduzeća u kojem je radio, otpušten je s posla, a potom i uhićen. U splitskom zatvoru se upoznao s Vickom Krstulovićem i drugim članovima KPJ, preko kojih je stekao prva saznanja o radničkom pokretu. Poslije izlaska iz zatvora angažirao se u radu radničkog pokreta, zbog čega je poslije donošenja Zakona o zaštiti države, 1921. godine, uhićen i osuđen na tri godine zatvora. Na robiji u Lepoglavi nastavio je svoju revolucionarnu aktivnost, postavši član, tada ilegalne, Komunističke partije Jugoslavije.
Poslije izlaska iz zatvora, postao je aktivan politički radnik. U jesen 1934., rukovodstvo KPJ mu je povjerilo zadatak da ode u Livno i da tamo proširi i oživi partijsku organizaciju, koja je organizirana još 1930. godine. Zahvaljujući njegovom radu, pred rat je u Livnu i okolnim selima postojalo sedam ćelija KPJ, a 1938. godine je formiran i Mjesni komitet KPJ za Livno.
U ljeto 1937. godine Živojin je organizirao skupinu od devet članova, s kojima je krenuo u Španjolsku, da se kao dobrovoljci bore na strani Španjolske republike. Pošto je policija doznala za ovaj plan, uhapsila je Živojina i ostale članove. Poslije dva mjeseca provedena u zatvoru, Vojin je protjeran u Livno, bez prava na udaljavanje od pet godina. 
Do početka rata Živojin je u Livnu organizirao nekoliko uspješnih štrajkova livanjskih radnika, kao i štrajk rudara iz Tišnice. U kolovozu 1940. godine izabran je u članstvo Pokrajinskog komiteta KPH za Dalmaciju. 
Poslije sjednice PK KPH za Dalmaciju, održane 25. travnja 1941. godine, na kojoj je i sam sudjelovao, aktivno je radio na pripremi oružanog ustanka u Livnu i okolini. Organizirao je prikupljanje i obuku u rukovanju oružjem, radio je na formiranju prvih udarnih grupa i desetina. Krajem svibnja 1941. godine talijanski fašisti su ga uhitili i odveli isprva u Split, a zatim u koncentracijski logor Ošljak, na otoku Ugljanu. U logoru je ostao do kolovoza 1941. godine, kada je po nalogu PK KPH za Dalmaciju i OK KPH za sjevernu Dalamciju, akcijom članova Kotarskog komiteta KPH za Preko, bio oslobođen i prebačen u Split. Iz Splita se, preko Cetine, Vrdova i Vještića polja, prebacio na oslobođeni teritorij Donjeg livanjskog polja.
Njegov dolazak na teren Livna, imao je velikog odraza na razvoj Narodnooslobodilačkog pokreta na području Bosanskog Grahova, Livna, Duvna, Kupresa, Prozora i Glamoča. Kada je organiziran Okružni komitet KPJ za Livno i formiran Livanjski partizanski odred, Živojin je bio izabran za člana Okružnog komiteta i političkog komesara odreda. U vrijeme talijanske ofenzive, koja je trajala od rujna do listopada 1941. godine, radio je na stvaranju čvrstih partizanskih postojebi i partijskih organizacija na terenu.
Odlukom Pokrajinskog komiteta KPH za Dalmaciju, 12. studenog 1941. godine, donesena je odluka da se formira Dinarski partizanski odred, a da Živojin bude postavljen za političkog komesara. Živojin nije odmah stupio na ovu dužnost, jer je do ožujka 1942. godine ostao na terenu Livna, radeći na konsolidaciji Narodnooslobodilakog pokreta. Sudjelovao je na Skender-vakufskoj konferenciji vojnih i partijskih rukovoditelja Bosanske krajine.  
U travnju 1942. godine, Živojin je došao na položaj partizanskog bataljuna „Starac Vujadin“, koji je tada vodio teške borbe s četnicima popa Đujića. Vojin je tada odlučio da ode u četnički štab na pregovore, da bi se zaustavio bratoubilački rat. Iako je u partizanskom Štabu na Vještića gori, upozoren da ne ide bez jake i dobro naoružane pratnje, otišao je sa samo dva pratitelja. U Crnom lugu je naišao na četnike, koji su ga prvo pozvali da im se pridruži, a potom ga prebili i odveli talijanskim fašistima u Knin. Poslije mučenja u talijanskom zatvoru u Kninu, vraćen je četnicima, koji su ga ponovo mučili i bacili u jamu kod sela Mrčaja. 
Poslije nekoliko sati provedenih u jami Živojin se osvijestio i uspio izaći iz jame. Četnici su od lokalnih pastira saznali da je uspio izaći i ubrzo došli. Pošto su ga ubili, ponovno su ga bacili u jamu.
Za narodnog heroja proglašen je 5. srpnjaa 1951. godine.